# Анкара Арена
Анкара-Арена (тур. Ankara Spor Salonu) — крытая спортивная арена в столице Турции Анкаре. Открыта в апреле 2010 года. 
Арена вмещает 10,400 зрителей. Строительство было закончено к Чемпионату мира по баскетболу 2010, домашняя арена для клубов ТБА CASA TED Kolejliler и Türk Telekom B.K.